# Bliesthal
Bliesthal ist ein Stadtteil von Bad Münstereifel im Kreis Euskirchen, Nordrhein-Westfalen.

## Lage
Bliesthal liegt vom Effelsberger Wald umgeben in der Nähe der Landesstraße 113.

## Sonstiges
Im Ort steht ein älteres Jagdhaus. Über die erste urkundliche Erwähnung ist nichts bekannt.